# 高橋悠治
高橋 悠治（たかはし ゆうじ、1938年9月21日 - ）は、日本の作曲家、ピアニスト。

## 略歴
東京都生まれ。父は季刊誌『音楽研究』の編集長を務めた音楽評論家高橋均、母はピアニスト蔭山英子。ピアニストの高橋アキは実妹。ピアノとコンピュータによる即興演奏や、日本の伝統楽器と声のための作曲などの音楽活動を行っている。橋本國彦、團伊玖磨、柴田南雄、小倉朗に作曲を、伊藤裕、宅孝二にピアノを師事。桐朋学園短期大学作曲科を1958年に中退後、1960年の東京現代音楽祭でボー・ニルソンの『クヴァンティテーテン』（『量』）の日本初演でピアニストとしてデビューし、注目を浴びる。そののち、草月コンテンポラリー・シリーズにおいて、武満徹の『ピアノ・ディスタンス』、ジョン・ケージの『ウィンター・ミュージック』、ヤニス・クセナキスの『ヘルマ』などを演奏した。
1962年に秋山邦晴、一柳慧、小林健次らと実験的演奏家集団「ニュー・ディレクション」を結成。作曲家として同年にピアノ曲『エクスタシス』、電子音と12楽器による室内楽のための『フォノジェーヌ』、1963年にはテープと器楽アンサンブルのための『冥界のへそ』を発表。同年秋からはフォード財団の助成を得て西ベルリンに留学し、クセナキスに師事。1964年作曲の『クロマモルフⅡ』は、6月にベルギーのゲントで初演される。一方、パリのドメーヌ・ミュジカルなど欧州各地においてピアニストとしても活動した。クセナキス作品を演奏したアルバムで1965年度のフランス・ディスク・アカデミー大賞を受賞。1966年5月、日生劇場において開催された現代音楽祭「オーケストラル・スペース」に参加。高橋のピアノ、小澤征爾の指揮でクセナキスの『エオンタ』を演奏する。同年ロックフェラー財団の奨学金を得てタングルウッドのバークシャー音楽センターで開催される夏期講習に参加するためにニューヨークへ移住し、コンピュータによる作曲を研究した。また、バークシャー音楽センター、ラビニア音楽祭、ストラットフォード（オンタリオ）演劇祭、ニューヨーク州立大学バッファロー校の「創造と演奏の芸術」センターなど各地で演奏し、のちには「創造と演奏の芸術」センター所員として作曲を行う。この間、ロンドン交響楽団、ニューヨーク交響楽団、ボストン交響楽団、シカゴ交響楽団、サンフランシスコ交響楽団、フィラデルフィア管弦楽団、トロント交響楽団、バッファロー交響楽団などと共演し、アテネ音楽祭、ストックホルム音楽祭、オックスフォード・バッハ音楽祭、プリンストン室内楽音楽祭、ニューヨークにおける「新しい音楽と音のイメージのための夕べ」では独奏者として演奏した。数々のLP録音を残す。1966年と1968年には、マニラとニューヨークで開催されたユネスコ国際音楽評議会で演奏や講演を行った。1968年6月5日、現代音楽祭「オーケストラル・スペース1968」において「自作『6つの要素（4つのヴァイオリンのための）』が演奏される。1969年1月14日小澤征爾指揮トロント交響楽団とともに武満徹『アステリズム』の初演に参加。同年秋一時帰国し、1970年の大阪万国博覧会における武満徹が音楽監督を務める日本の「鉄鋼館―スペースシアター」での演奏作品『エゲン』を収録した。1970年代以降は、民衆の声や音を用いた創作手法も重視する。1971年6月、渋谷公会堂でのリサイタルのために一時帰国。6月9日には朝日講堂で、「クロス・トーク」(日米現代音楽祭)最終回として室内楽作品『ニキテ』が初演される。同年8月30日にインディアナ大学の数理自動音楽研究センター (CMAM) の副ディレクターに任命される。秋からは、同大学で作曲とピアノを教える。また、サンフランシスコ音楽院でも教鞭を執った。しかし、同年12月14日インディアナ大学の学長から翌年1972年5月付けでの解雇を宣告される。クセナキスと共同で「コンピュータ音楽研究室」を結成し、過去数年間同大学でクセナキスが継続してきた実験の企画に1年間協力するも、研究している音楽と他の領域との中間にある探究の実現にとっては、既成の学問領域分割に基づく大学の固定的区分は不自由なものであった。1972年末研究室は解散し、クセナキスはパリに転出して、16ビット、10万サンプル／秒のD／A変換によって実験を継続することとなった。1972年に高橋自身は、東京大学の情報科学研究室でGRAMS/ICOM計画に参加し、コンピュータによる作曲と音響発生の結合を実験し始めたが、1974年のある時期以降は、しばらく東京大学を訪れることすらなくなった。
1972年4月に帰国。グラモフォンで『武満作品集』を収録。1973年には3月20日の渋谷公会堂での第600回N響定期公演においてクセナキスのピアノ協奏曲『シナッフェ』を演奏。同年、武満徹、林光、松平頼暁、湯浅譲二と共にグループ「トランソニック」を組織、1976年まで季刊誌『トランソニック』の編集などの活動を行った。1973年7月からは日本コロムビアの川口義晴プロデュースによるレコーディング開始。『バッハの世界』作成。1974年9月には4チャンネルを使った『パーセル最後の曲集』作成。1975年には、バッハ『フーガの技法』、ケージ『ソナタとインターリュード』。同社からのアルバム発行は1980年1月収録のサティまで続いた。一方、FM放送録音として、1974年1月20日の日生劇場でのリサイタル録音には、1973年に高橋によって初演されていた近藤譲『クリック・クラック』、1973年にマリー＝フランソワーズ・ビュケにより初演されていたクセナキスの『エヴリアリ』の日本初演に当たる音源などが収められている。
また1976年から画家の富山妙子とスライドで絵と音楽による物語作品を製作する。1978年にはタイの抵抗歌を日本に紹介するために、水牛楽団を組織、以後5年間、各地の市民集会でアジアやラテンアメリカの民衆の抵抗歌を編曲・演奏する活動を行う。1980年1月から月刊「水牛通信」を発行。同年9月からは光州事件を受けて、各地で韓国政治犯支援コンサートを開催。1981年1月、「山谷越冬闘争支援集会」「金大中氏らを殺すな!　杉並市民集会」「金大中氏らに自由を！ 新宿コンサート」。同年2月に「高橋悠治とその仲間」を東京文化会館にて開催。同年4月からは「都市シリーズ」コンサート。「ワルシャワ物語」。これは「カタルーニャ讃歌」「サンチャゴに歌が降る」「コザの向こうにミクロネシアが見える」「バンコックの大正琴」と続いた。同年10月にはタイのバンコクのタマサート大学で「血の水曜日」5周年追悼集会に参加。同年12月には、加藤登紀子と日比谷公会堂における国連パレスチナ・デー記念コンサート「パレスチナに愛をこめて」で共演。1982年1月には「緊急コンサート ポーランド『禁じられた愛』」が中野文化センターで開催される。
1983年以後は次第にコンピュータとディジタル・サンプラーによる作曲やライブが中心となるが、また室内楽やオーケストラ曲の作品を書き、三宅榛名とのユニットによるコンサートプロジェクトをはじめ、富樫雅彦、豊住芳三郎、ジョン・ゾーンとの即興演奏などを行った。1987年12月築地本願寺講堂において、水牛通信100号記念コンサート『可不可』を上演。1988年8月、1986年出版のクリストフ・ヴォルフ校訂バッハ『フーガの技法』自筆初期稿をピアノで演奏録音した。1989年には東京でマッキントッシュ・フェスティバルに参加。1990年2月には築地本願寺ブティストホールにおいて、コンサート『可不可Ⅱ』を上演。高田和子に三味線を習い、同年以降は邦楽器や雅楽の楽器のための作品を多数発表。1990年4月「発掘品に拠って復元製作された弥生期のコトのための『ありのすさびのアリス』―矢川澄子の詩による―」コンサートに参加。1991年には初の環太平洋電脳音楽会と池袋電脳カフェを開催する。後者では、高田和子と共作のコンピュータと三絃弾き語りのための『水……』を初演。CD時代に入り、1992年サイバーサウンドウィーク、管絃心戯を企画し、コンピュータ演奏。また同年よりFONTECからCDシリーズ「高橋悠治リアルタイム」により、自作を含む演奏録音をリリースした。1993年三絃弾き語りとオーケストラのための『鳥も使いか』を作曲。1995年詩人藤井貞和とコラボレーションを始める。1997年のパシフィック・ミュージック・フェスティバル札幌には作曲部門の講師として参画。若い音楽家たちによって多くの高橋作品が演奏され、自身もピアニストおよび指揮者として演奏した。1999年には作曲家・編曲者であるルイス・アンドリーセンとともにポーランドにおける第19回若手作曲家のためのISCMサマーコースに、同年、東京フェスティバルには、韓国の伝統音楽の専門家であり作曲家のファン・ビョンギとともに参加。一方、同年には演奏集団「糸」を結成。
2002年コンピュータによる音響作品の制作を始める。同年10月より約1年間病気により休養。2003年の大阪での北東アジアフェスティバルにおいては、中国の作曲家瞿小松（チュ・シャオソン）や韓国の作曲家ヒョーシン・ナと共に「東アジアからの提案」シンポジウムを組織した。2006年にはニューヨークの現代芸術財団 (FOCA) から助成金を授与される。2008年にはモンポウ、ブゾーニ作品。2009年には「バルトーク初期ピアノ作品集」を制作。21世紀に入ってからも多くのピアノソロを収録している。

## 作風

### i (-1968)
ペータースから多くが出版されている。後に、作品表からは全て割愛された。完全に原譜ごと破棄されたオーボエソロのための『VIVIKTA(196?)』のような作品もある。軽やかさや反復のようなものへの趣向が認められ、これは後年の主張にも継続する。クセナキスの作品にも似た原始的な響きが、調律を変えたピアノや四分音を使うヴァイオリンに聞かれる。この時期の作品はケージの『記譜法』に一部が収録されている。
柴田南雄の発案した「配分法」は渡米以前より高橋を刺激し、後年の彼の「音選び」にも影響を及ぼすこととなる。「偶然気がついたが、柴田の教えは書き続けることだったのだ」とあり、現在に至るまで1年間に発表される作品数やライブ演奏は、この世代でも極めて多い。ピアノ奏者として、武満徹、ロジャー・レイノルズ、ケージ、アール・ブラウン、クセナキスほかの作品の録音を残した。

### ii (1969-)
執筆や対談、鼎談を精力的に行うようになる。この活動に啓発された音楽家に坂本龍一がいる。音楽雑誌だけでなく、『現代詩手帖』『展望』『思想の科学』『新日本文学』『朝日ジャーナル』『月刊総評』などでも活躍。著作の多くは、高橋による単行本に収録されている。対談のいくつかは、『行動する作曲家――岩城宏之対談集』や『続・谷川俊太郎の33の質問』などで読むことができる。
1972年春、日本に帰国してのち、作曲セミナーを担当した際に、それまで使っていた高橋自身の方法を、人に教えることとなったが、その方法で作ってくる生徒の作品のできが芳しくなかった。つまらない音楽も作ることができるのでは、方法に不備があるのではないかと考え、方法をあらかじめ細部まで厳密に規定して、あとは半自動的に作業ができるといった方法論ではない、最小限の手段をうまく使って、一番単純な形に仕上げる、いわば、貧しさのもつ洗練に頼る作業法を、発見した。
「タイの抵抗歌を紹介してもらいたいという依頼を受けたのが、水牛楽団を開始したきっかけ」とあるように、人と人とが出会う「きっかけ」が、作品の新味に繋がるのに時間はかからなかった。単独の演奏会ではなく、政治集会の枠内で行われることもあった。ハムザ・エルディーンのソロと水牛楽団が同イヴェント内で演奏することもあり、異ジャンルの共存に慣れない聴衆は戸惑うこともあった。
バッハの鍵盤作品をまとめて録音し、オリヴィエ・メシアン、フレデリック・ジェフスキー、ロベルト・シューマン、クロード・ドビュッシー、エリック・サティらの作品をLPに残した。「バッハを弾くのなら、一つ一つの音はちがった役割を持つので、粒はそろえないほうが良い」といった態度も、表現へぬくもりを与えている。また一柳慧、三宅榛名、高橋アキほかの人々とのピアノ・デュオ活動も、当時の日本では珍しい形態として注目された。

### iii (1982-)
「志をもちつづけることは1968年以来ちがう意味をもちはじめたようだ（『カフカ/夜の時間』）」とあり、自身の音楽性に対しても懐疑的であった。1980年代初頭から、コンピュータ音楽の新たな可能性を探る。「最先端のコンピュータで新しい音色を探して、いったい何になるのか」という問いを突きつけていた作曲家は以前にもいたが、コンピュータを新たな方法で使う成功例は世界的にも少なく、その一つに『翳り (1993)』がある。これはサンプラーでできるだけ短い音を採集し、リアルタイムのキーボード上で操作する、ピアノ的なパフォーマンス作品でもあった。獲得した手法は『音楽のおしえ』でも充分に使われる予定であったが、直前にサンプルが全消去するという突発事件が生じ、コンピュータからは距離をおくこととなる。
ルイジ・ノーノのような虚無主義に陥ることなく、音楽思考を進化させ、「どの音も、違った長さを持ち、違った色を持ち」、しなやかな音楽性が曲尾まで貫かれることを結論として得た。こうした経緯がよく現れた作品に『指灯明（ゆびとうみょう、1995）』がある。五線譜ではなく、指遣いの「型」をまとめた一種の図形楽譜が使用された。強弱も速度も書かれず、一度まとめられた「型」が徐々に異形へ変容するピアニズムに特徴が認められる。本人による「ピアノを新しいやり方で使うのは非常に難しい」（ジャック・ボディとの対談）とのコメント、『InterCommunication』への連載における西洋人の楽器使用法への的確な指摘と厳しい批判があることから、この作品に費やした労力が窺える。
三味線を高田和子から習った過程で、良くなる音とそうではない音とのバランスを重視した作曲を志した結果として、1990年代以降は、アジア系伝統音楽の痕跡が現れることがある。『最後のノート』でもタイ伝統音楽にあるフィンガーシンバルの奏法はそのまま引用され、『指灯明』の解説でも苗族への言及がある。また、オーケストラのための作曲も行われた。その種類の作曲を時代錯誤とする考え方がある一方で、盟友であり続けたクセナキスや尹伊桑は、大オーケストラのための作品で聴衆を啓発していた。高橋は、クセナキスの『キアニア』の日本初演の指揮をし、音符の書かれない『キタラ・カグラ』を作曲している。
この時期にシェーンベルクのピアノ曲全曲をふくむ新ウィーン楽派のピアノ作品をリリース。このころから、自らの音楽史をさかのぼるかのような選曲を見せるようになる。

### iv (2001-)
第iii期以上に自らの過去や既存の作品からの痕跡が増えている。第iv期以降の作品もほぼ全てPDF形式で公開しているにもかかわらず、演奏家が自分でヴァージョンを用意しなければならない手間は予想以上に掛かる。
『PIANO2』の初版（2000年）と改訂版（『不知火』と題された2006年版）とを比べ読みしてみると、編集法の変化がよく分かるであろう。初版では、即興採譜ではなく、リサイタル用にいくつかの音形をくまなくコンピュータ出力していたが、改訂版ではそれが行われていない。「演奏の現場で、より自由な音選びができるように」配慮されている。
バッハの『ゴルトベルク変奏曲』を再録した。また、かつてよりは生ピアノの演奏機会が増えた。20世紀前半の音楽からの選曲も行われている。柴田による分析に衝撃を受けたことのあるバルトークのピアノ曲をリリースする。2010年、オーケストラのための作曲も相変わらず行われている。懸案であったオペラでも「歌手とブズーキとピアノ」の組み合わせを行うなど従来の編成と重複させない工夫がなされている。
「新しい音楽をつくることは、うちにもそとにも開かれ、始原へさかのぼり続けること」は、全時期を通じ変わりない。

## 作品
初期の作品のいくつかはペータースから出版され、現在でも入手可能である。その後の作品の多くは、公式サイトに楽譜が掲載され、ダウンロードして利用することができる。この項で紹介するものの多くは、出版もしくはレコード、CD化されたものである（映画音楽を除く。出版社から刊行されている作品の多くは、公式サイトに掲載されていない）。
後日高橋の手によって拡張された作品表が開示されたが、破棄された作品は、その中からもカットされている。

### 管弦楽曲
- 1968 般若波羅蜜多（4人の声楽と4群のオーケストラ）
- 1969 オルフィカ[注釈 25][4]
- 1971 カガヒ〔歌垣〕
- 1974 非楽之楽（オーケストラのための矛盾）[注釈 26][4]
- 1990 糸の歯車（箏とオーケストラ）[注釈 27]
- 1993 鳥も使いか（三絃弾き語りとオーケストラ）
- 1997 キタラ・カグラ（オーケストラのためのシアター・ピース）

### 室内楽・独奏曲
- 1964 クロマモルフ I（フルート、ホルン、トランペット、トロンボーン、ヴィブラフォーン、ヴァイオリン、コントラバス）[注釈 28][4]
- 1964 クロマモルフ II（ピアノ）[注釈 29]
- 1965 6つの要素（4つのヴァイオリン）[注釈 30]
- 1967 ブリッジズ II（2オーボエ、2クラリネット、2トランペット、3ヴィオラ）
- 1968 ブリッジズ I（電気チェンバロ、増幅されたチェロ、バス・ドラム、カスタネット。キーボードとシンセサイザーのための版もある）[注釈 31]
- 1968 ローザス I（増幅されたヴァイオリン）[注釈 32]
- 1968 ローザス II（ピアノ）[注釈 33]
- 1968 オペレーション・オイラー（2本、または3本のオーボエ）[注釈 34]
- 1968 メタテーゼ I（ピアノ）※「メタテーシス」とも[注釈 35][4]
- 1968 メタテーゼ II（ギター）[注釈 36]
- 1971 ニキテ（オーボエ、クラリネット、トランペット、トロンボーン、チェロ、コントラバス）[注釈 37]
- 1971 コロナ・ボレアリス（ピッコロ、オーボエ、クラリネット、コントラファゴット、ホルン）
- 1973/1976 メアンデル（ピアノ。弦楽四重奏版、キーボード版もある）[注釈 38][4]
- 1974 ジョン・ダウランド帰る（ギター）[注釈 39]
- 1975 毛沢東 詞三首（ピアノ）[注釈 40]
- 1976/1982 谷間へおりてゆく（アコーディオン）[注釈 41]
- 1976/1979 しばられた手の祈り（ピアノ。ギター版もある）[注釈 42]
- 1976 この歌をきみたちに（1981改訂 ヴァイオリン、チェロ、クラリネット、ピアノ）[注釈 43][4]
- 1978 チッ（ト）（フルート、ピアノ）
- 1979 七つのバラがやぶにさく（独奏ヴァイオリン）[注釈 44]
- 1980 光州、1980年5月（ピアノ）
- 1981 さまよう風の痛み（ピアノ）[注釈 45]
- 1982 のづちのうた（打楽器）[注釈 46]
- 1983 パレスチナのこどもたちのかみさまへのてがみ（トイピアノ、パーカッション）
- 1984 橋をわたって（十七絃）[注釈 47]
- 1985 水牛のように（アコーディオン）[注釈 48]
- 1986 朝のまがりかどまがれ（ジンベ、ソセ、木のスリット・ドラム、木の実の鈴、中国の小型ゴングと雲鑼（組みゴング））
- 1986 風がおもてで呼んでいる（三絃と朗読）（最終版は「風がおもてで呼んでゐる」(1994)（三絃弾き語り））[注釈 49]
- 1987 オフェーリアの歌（ピアノ）
- 1987 子守唄（マリンバ）[注釈 50]
- 1988 残絲曲（ざんしのきょく）（瑟と朗読）[注釈 51]
- 1988 ほほえむ手（2台のピアノ）
- 1988 馬の頭は永遠に向かった（アルトフルート、箏）[注釈 52][注釈 53]
- 1989 夢天（てんをゆめむ）（瑟）[注釈 54]
- 1989 慈善病院の白い病室で私が（ヴァイオリン、マリンバ、スティール・ドラムのソロ、デュオ、またはトリオ）[注釈 55]
- 1989 Urworte.Orphisch（オルガン）[注釈 56]
- 1992 三絃散手（三絃）
- 1993 鳥のあそび（七絃楽器）[注釈 57]
- 1994 耳の帆（笙、ヴィオラ）
- 1994 ガンダルヴァ（クラリネット）[注釈 58]
- 1995 指灯明（ピアノ）
- 1995 白鳥が池を捨てるように（ヴィオラ、アコーディオン）[注釈 59]
- 1995 末弭（うらはず）（ピアノ）[注釈 60]
- 1996 眠れない夜 (Insomnia 1996)（ヴァイオリン、箜篌（くご））[注釈 61][注釈 62]
- 1997 表しえぬものと、ひたすら見合ったままで（ヴァイオリン、オーボエ、ピアノ）
- 2005 星火（独奏ヴァイオリン）[注釈 63]
- 2005 おやすみなさい（三絃弾き歌い）[注釈 64]
- 2006 影の庭（バリトン・サクソフォン、ピアノ）[注釈 65]
- 2007 偲（しぬび）[注釈 66]
- 2007 なびかひ（ピアノ）[注釈 67]
- 2009 重ね書き（ギター）[注釈 68]
- 2011 道行く人よ、道はない（ギター）
- 2013 ギター（ギター）
- 2014 柳蛙五句（ギター）
- 2016 空撓（そらだめ）連句（ピアノ）[注釈 69]
- 2017 散らし書き（ピアノ）[注釈 70]
- 2018 荒地花笠（ピアノ）[注釈 71]
- 2019 コスギに（ピアノ）[注釈 72]

### 声楽曲
- 1971 玉藻（男声合唱、チェロ）
- 1973 マナンガリ（無伴奏女声合唱）
- 1973 たまをぎ（混声合唱、管弦楽）
- 1975/1976 毛沢東 詞三首[注釈 73]
- 1977 ぼくは12歳[注釈 74]（2003 ピアノ伴奏版[ピアノ版の1,6曲目は戸島美喜夫による編曲]）
- 1979 回風歌（男声合唱）
- 1981 名前よ立って歩け[注釈 75]
- 1981 臨終（歌とオーケストラ伴奏）（2003 日本語訳・ピアノ伴奏版）
- 1981 最後のノート[注釈 76]
- 1983 妾ハ童唄抄[注釈 77]
- 1983 だるまさん千字文[注釈 78]
- 1983 パレスチナのこどもたちのかみさまへのてがみ
- 1985 ゆめのよる，はこ[注釈 79]
- 1986 都会の生活[注釈 80]
- 1987 世界でいちばん大きな木のうた[注釈 81]
- 1987 むすびの歌[注釈 82]
- 1987 可不可（室内オペラ、台本：高橋―カフカの断片による）[注釈 83]
- 1987 ストレッタ---パウル・ツェランの詩による（ピアノ 2、シンセサイザー 1、サンプラー)[注釈 84]
- 1987 夢記切（ゆめのきぎれ）---明恵上人の「夢記」による（序/黒犬/帝釈天/唐女/石）（声明 20、太鼓 2、箏 2）[注釈 85]
- 1990 ありのすさびのアリス---矢川澄子の詩による（打物 1、歌 1、附歌 1、倭琴 1、石笛・土笛 1、舞 1）[注釈 86]
- 1991 水……〈詩：朝吹亮二〉（三絃弾き語り、コンピュータ）[注釈 87]
- 1992 畝火山（五絃琴、呪）[注釈 88]
- 1992 菩薩管絃電脳立（序/道行/詠と呪/序（大菩薩）/林邑乱/声/菩薩破/残楽）（花架拳 1、コンピュータ 1、横笛 1、篳篥 1、笙 1、倭琴 1、くご 1、打物 2、歌・キーボード 1）[注釈 89]
- 1992 那須野繚繞（三絃弾き語り、コンピュータ）
- 1995 夕顔あそび口立（夕顔の家/しののめの道/火も消えて）（龍笛・和琴 1、三絃 1、箏 1、小鼓 1、大鼓 1、太鼓 1、舞 1、読師 1）
- 1995 音楽のおしえ（和楽器、洋楽器、声明、コンピュータ）[注釈 90]
- 1996 吉祥経（新羅琴・唄 1、瑟・唄 1、箜篌 1、竿 2、排簫（はいしょう） 2、編鐘 1、声・所作 1）[注釈 91]
- 1997 別れのために
- 1997 夕顔の家[注釈 92]
- 1997 那須野襲〖山田検校による〗[注釈 93]
- 1997 寝物語（声、箏）[注釈 94]
- 1998 聖霊会〈詩：町田康〉（声、和楽器合奏）[注釈 95]
- 1999 スイジャクオペラ≪泥の海≫[注釈 96]
- 2001 母韻〈詩：藤井貞和〉[注釈 97]
- 2002 きく/ピアノ 1b（声、打楽器、ピアノ）
- 2005 めをとうし（声、ピアノ）[注釈 98]
- 2005 民衆に訴える〈詩：フランツ・ペーター・シューベルト〉（声、ピアノ）[注釈 99]
- 2009 老いたるえびのうた〈詩：室生犀星〉（声、ピアノ、2ヴァイオリン、ヴィオラ、チェロ、コントラバス）[注釈 100]
- 2011 北園克衛の六つの詩[注釈 101]
- 2012 水仙月の四日（声、ヴァイオリン、チェロ、ピアノ）[注釈 102]
- 2012 芝浜 古典落語より（声、ヴァイオリン、チェロ、ピアノ）[注釈 103]
- 2013 四つの愛の歌[注釈 104]
- 2015 祖母の歌〈詩：木村迪夫〉（声、ピアノ）[注釈 105]
  1. (～1997)こころにとめること[注釈 106]
  2. (～1997)慈善病院の白い病室から[注釈 107]
- 2017 水村紀行八句〈俳句：石牟礼道子〉（声、ピアノ）[注釈 108]
- 2017 精霊たちの浜辺〈詩：石牟礼道子〉（声、ピアノ）[注釈 109]
- 2018 雪雲色の鳩〈詩：福井桂子〉（声、ピアノ）[注釈 110]
- 2018 夏草に蓋われた引込線：夕星 ― T.Mに〈詩：福井桂子〉（声、ピアノ）[注釈 111]
- 2018 アネモネ 薄みどりの朝の光をあびて りすさん! りすさん!〈詩：福井桂子〉（声、ピアノ）[注釈 112]
- 2019 左川ちか小詩集「海の花嫁」（声、ピアノ）[注釈 113]

### テープ音楽・電子音楽・コンピュータ音楽
- 1962 フォノジェーヌ（テープ、12楽器）
- 1963 Time
- 1969 Ye Guen（慧眼、エゲン）[注釈 114]
- 1975 フーガの［電子］技法
- 1989 それとライラックを日向へ
- 1990 風のイコノロジー（若桑みどり『風のイコノロジー――風に寄せる絵と詩と音楽』に収録）
- 1993 翳り[注釈 115]
- 1995 雲輪舌260795
- 2003 KitKat Mix（高橋悠治による北園克衛）[注釈 116]
- 2005 gs-portrait
- 2005 dctnzlgr/dssgrt/wktnwb/hptn/krzlgch

### 映画音楽
- 1977 北村透谷 わが冬の歌
- 1978 管制塔のうた （記録映画『大義の春』）
- 1979 たとえば「障害」児童教育豊中の教師と子どもたち
- 1981 自由光州
- 1981 ミチコ Michiko
- 1984 海盗り
- 1987 海鳴り花寄せ 昭和日本・夏

### 編曲
- 1984 坂本龍一「リヴァー」「グラスホッパーズ」（ピアノ）

## 人物
成田空港管制塔占拠事件の後、三里塚闘争の支援を行う。水牛楽団が反対派の集会で演奏をしていた。

## 著書

### 音楽論
- 『ことばをもって音をたちきれ』（晶文社、1974年）
- 『ロベルト・シューマン』（青土社、1978年）
- 『音楽のおしえ』（晶文社、1976年）
- 『たたかう音楽』（晶文社、1978年）
- 『水牛楽団のできるまで』（白水社、1981年）
- 『長電話』（坂本龍一との共著。本本堂、1984年／空里香監修、坂本図書、2024年）
- 『カフカ/夜の時間――メモ・ランダム』（晶文社、1989年）
- 『音楽の反方法論序説』（青空文庫、1997年）
- 『高橋悠治/コレクション1970年代』（平凡社、2004年）
- 『音の静寂静寂の音』（平凡社、2004年）
- 『きっかけの音楽』（みすず書房、2008年）
- 『ピアノは、ここにいらない──祖父と父とぼくの時代』（編集グループSURE、2010年）- 自伝的著書
- 『五人の手』（青柳いづみこ、光嶋裕介、飛田正浩、山田うんとの共著。HeHe、2022年）

### 絵本
- 『あたまのなか』（福音館書店、1991年　富山妙子との共作　CD付き絵本）
- 『けろけろころろ』（福音館書店、2004年　富山妙子との共作　CD付き絵本）

### 翻訳
- ヤニス・クセナキス『音楽と建築』（全音楽譜出版社、1975年、増補・改訳 河出書房新社、2017年）
- オリヴィエ・ルヴォ＝ダロン『クセナキスのポリトープ』（朝日出版社、1978年）
- マリー・シェイファー『教室の犀』（全音楽譜出版社、1980年）
- マルク・ブルデル『エリック・サティ』（岩崎力との共訳。リブロポート、1984年）
- ホセ・マセダ『ドローンとメロディー――東南アジアの音楽思想』（新宿書房、1989年）

### 共編書
- 『事典 世界音楽の本』（岩波書店、2007年）（徳丸吉彦、北中正和、渡辺裕と共編）